# Puig de la Llosa
El Puig de la Llosa o pic de la Llosa, és un cim de 2.504 m. situat al Pirineu axial, entre la comuna de Mentet, de la comarca del Conflent, i el municipi de Setcases, del Ripollès.
És a prop de l'extrem sud-oriental del terme de Mentet, i al nord del de Setcases, al nord-oest de la Roca Colom i al nord-est del Pic de Coma Ermada, a ponent de la Portella de Callau. Al seu vessant sud, a reser del seu cim i a uns 2.400 m d'alçada es troba la congesta de la Llosa, una de les principals congestes de neu del Pirineu Oriental, antigament permanent. La congesta situada a relativa baixa alçada i a vessant sud, és alimentada gràcies als torbs (vents forts carregats de neu provinent d'altres vessants de la muntanya) i és coberta de neu bona part de l'any.
La seva principal via d'accés és des de l'estació de Vallter, seguint la variant GR 11.6, passant per la portella de Mentet (2.411 m.) i la carena.